# Llista d'asteroides/116001–116100
| Nom      | Designació provisional | Data de descobriment | Lloc de descobriment | Descobridor/s |
| -------- | ---------------------- | -------------------- | -------------------- | ------------- |
| 116001 - | 2003 WD74              | 20 de novembre, 2003 | Socorro              | LINEAR        |
| 116002 - | 2003 WH75              | 18 de novembre, 2003 | Kitt Peak            | Spacewatch    |
| 116003 - | 2003 WN75              | 19 de novembre, 2003 | Kitt Peak            | Spacewatch    |
| 116004 - | 2003 WB76              | 19 de novembre, 2003 | Socorro              | LINEAR        |
| 116005 - | 2003 WL77              | 19 de novembre, 2003 | Kitt Peak            | Spacewatch    |
| 116006 - | 2003 WA78              | 20 de novembre, 2003 | Kitt Peak            | Spacewatch    |
| 116007 - | 2003 WJ78              | 20 de novembre, 2003 | Socorro              | LINEAR        |
| 116008 - | 2003 WE79              | 20 de novembre, 2003 | Socorro              | LINEAR        |
| 116009 - | 2003 WT79              | 20 de novembre, 2003 | Socorro              | LINEAR        |
| 116010 - | 2003 WP80              | 20 de novembre, 2003 | Socorro              | LINEAR        |
| 116011 - | 2003 WQ80              | 20 de novembre, 2003 | Catalina             | CSS           |
| 116012 - | 2003 WU81              | 18 de novembre, 2003 | Palomar              | NEAT          |
| 116013 - | 2003 WU82              | 19 de novembre, 2003 | Palomar              | NEAT          |
| 116014 - | 2003 WA83              | 20 de novembre, 2003 | Socorro              | LINEAR        |
| 116015 - | 2003 WE83              | 20 de novembre, 2003 | Palomar              | NEAT          |
| 116016 - | 2003 WK83              | 20 de novembre, 2003 | Socorro              | LINEAR        |
| 116017 - | 2003 WN84              | 19 de novembre, 2003 | Palomar              | NEAT          |
| 116018 - | 2003 WS84              | 19 de novembre, 2003 | Catalina             | CSS           |
| 116019 - | 2003 WT84              | 19 de novembre, 2003 | Catalina             | CSS           |
| 116020 - | 2003 WC86              | 20 de novembre, 2003 | Socorro              | LINEAR        |
| 116021 - | 2003 WG86              | 21 de novembre, 2003 | Palomar              | NEAT          |
| 116022 - | 2003 WM87              | 21 de novembre, 2003 | Socorro              | LINEAR        |
| 116023 - | 2003 WN87              | 21 de novembre, 2003 | Socorro              | LINEAR        |
| 116024 - | 2003 WR87              | 22 de novembre, 2003 | Catalina             | CSS           |
| 116025 - | 2003 WS87              | 22 de novembre, 2003 | Socorro              | LINEAR        |
| 116026 - | 2003 WP88              | 16 de novembre, 2003 | Kitt Peak            | Spacewatch    |
| 116027 - | 2003 WV88              | 16 de novembre, 2003 | Catalina             | CSS           |
| 116028 - | 2003 WJ89              | 16 de novembre, 2003 | Catalina             | CSS           |
| 116029 - | 2003 WO89              | 16 de novembre, 2003 | Catalina             | CSS           |
| 116030 - | 2003 WY90              | 18 de novembre, 2003 | Kitt Peak            | Spacewatch    |
| 116031 - | 2003 WR91              | 18 de novembre, 2003 | Kitt Peak            | Spacewatch    |
| 116032 - | 2003 WQ92              | 19 de novembre, 2003 | Anderson Mesa        | LONEOS        |
| 116033 - | 2003 WY92              | 19 de novembre, 2003 | Anderson Mesa        | LONEOS        |
| 116034 - | 2003 WH95              | 19 de novembre, 2003 | Anderson Mesa        | LONEOS        |
| 116035 - | 2003 WN96              | 19 de novembre, 2003 | Anderson Mesa        | LONEOS        |
| 116036 - | 2003 WX97              | 19 de novembre, 2003 | Anderson Mesa        | LONEOS        |
| 116037 - | 2003 WU99              | 20 de novembre, 2003 | Socorro              | LINEAR        |
| 116038 - | 2003 WY99              | 20 de novembre, 2003 | Socorro              | LINEAR        |
| 116039 - | 2003 WZ99              | 20 de novembre, 2003 | Socorro              | LINEAR        |
| 116040 - | 2003 WQ100             | 21 de novembre, 2003 | Palomar              | NEAT          |
| 116041 - | 2003 WZ100             | 21 de novembre, 2003 | Catalina             | CSS           |
| 116042 - | 2003 WA101             | 21 de novembre, 2003 | Catalina             | CSS           |
| 116043 - | 2003 WW101             | 21 de novembre, 2003 | Socorro              | LINEAR        |
| 116044 - | 2003 WE102             | 21 de novembre, 2003 | Socorro              | LINEAR        |
| 116045 - | 2003 WR102             | 21 de novembre, 2003 | Socorro              | LINEAR        |
| 116046 - | 2003 WZ102             | 21 de novembre, 2003 | Socorro              | LINEAR        |
| 116047 - | 2003 WR104             | 21 de novembre, 2003 | Socorro              | LINEAR        |
| 116048 - | 2003 WC105             | 21 de novembre, 2003 | Socorro              | LINEAR        |
| 116049 - | 2003 WE105             | 21 de novembre, 2003 | Kitt Peak            | Spacewatch    |
| 116050 - | 2003 WL105             | 21 de novembre, 2003 | Socorro              | LINEAR        |
| 116051 - | 2003 WM106             | 21 de novembre, 2003 | Socorro              | LINEAR        |
| 116052 - | 2003 WT106             | 21 de novembre, 2003 | Palomar              | NEAT          |
| 116053 - | 2003 WD107             | 22 de novembre, 2003 | Socorro              | LINEAR        |
| 116054 - | 2003 WO107             | 23 de novembre, 2003 | Socorro              | LINEAR        |
| 116055 - | 2003 WQ107             | 23 de novembre, 2003 | Catalina             | CSS           |
| 116056 - | 2003 WS107             | 23 de novembre, 2003 | Catalina             | CSS           |
| 116057 - | 2003 WW107             | 24 de novembre, 2003 | Catalina             | CSS           |
| 116058 - | 2003 WB108             | 20 de novembre, 2003 | Socorro              | LINEAR        |
| 116059 - | 2003 WG110             | 20 de novembre, 2003 | Socorro              | LINEAR        |
| 116060 - | 2003 WL111             | 20 de novembre, 2003 | Socorro              | LINEAR        |
| 116061 - | 2003 WO111             | 20 de novembre, 2003 | Socorro              | LINEAR        |
| 116062 - | 2003 WN115             | 20 de novembre, 2003 | Socorro              | LINEAR        |
| 116063 - | 2003 WM117             | 20 de novembre, 2003 | Socorro              | LINEAR        |
| 116064 - | 2003 WA118             | 20 de novembre, 2003 | Socorro              | LINEAR        |
| 116065 - | 2003 WX118             | 20 de novembre, 2003 | Socorro              | LINEAR        |
| 116066 - | 2003 WC119             | 20 de novembre, 2003 | Socorro              | LINEAR        |
| 116067 - | 2003 WF119             | 20 de novembre, 2003 | Socorro              | LINEAR        |
| 116068 - | 2003 WW119             | 20 de novembre, 2003 | Socorro              | LINEAR        |
| 116069 - | 2003 WR120             | 20 de novembre, 2003 | Socorro              | LINEAR        |
| 116070 - | 2003 WV120             | 20 de novembre, 2003 | Socorro              | LINEAR        |
| 116071 - | 2003 WB121             | 20 de novembre, 2003 | Socorro              | LINEAR        |
| 116072 - | 2003 WG121             | 20 de novembre, 2003 | Socorro              | LINEAR        |
| 116073 - | 2003 WH121             | 20 de novembre, 2003 | Socorro              | LINEAR        |
| 116074 - | 2003 WK121             | 20 de novembre, 2003 | Socorro              | LINEAR        |
| 116075 - | 2003 WX121             | 20 de novembre, 2003 | Socorro              | LINEAR        |
| 116076 - | 2003 WL123             | 20 de novembre, 2003 | Socorro              | LINEAR        |
| 116077 - | 2003 WT123             | 20 de novembre, 2003 | Socorro              | LINEAR        |
| 116078 - | 2003 WV123             | 20 de novembre, 2003 | Socorro              | LINEAR        |
| 116079 - | 2003 WA124             | 20 de novembre, 2003 | Socorro              | LINEAR        |
| 116080 - | 2003 WG124             | 20 de novembre, 2003 | Socorro              | LINEAR        |
| 116081 - | 2003 WM124             | 20 de novembre, 2003 | Socorro              | LINEAR        |
| 116082 - | 2003 WZ124             | 20 de novembre, 2003 | Socorro              | LINEAR        |
| 116083 - | 2003 WA125             | 20 de novembre, 2003 | Socorro              | LINEAR        |
| 116084 - | 2003 WB125             | 20 de novembre, 2003 | Socorro              | LINEAR        |
| 116085 - | 2003 WK125             | 20 de novembre, 2003 | Socorro              | LINEAR        |
| 116086 - | 2003 WU125             | 20 de novembre, 2003 | Socorro              | LINEAR        |
| 116087 - | 2003 WX125             | 20 de novembre, 2003 | Socorro              | LINEAR        |
| 116088 - | 2003 WY125             | 20 de novembre, 2003 | Socorro              | LINEAR        |
| 116089 - | 2003 WA126             | 20 de novembre, 2003 | Socorro              | LINEAR        |
| 116090 - | 2003 WC126             | 20 de novembre, 2003 | Socorro              | LINEAR        |
| 116091 - | 2003 WG126             | 20 de novembre, 2003 | Socorro              | LINEAR        |
| 116092 - | 2003 WJ126             | 20 de novembre, 2003 | Socorro              | LINEAR        |
| 116093 - | 2003 WK126             | 20 de novembre, 2003 | Socorro              | LINEAR        |
| 116094 - | 2003 WZ126             | 20 de novembre, 2003 | Socorro              | LINEAR        |
| 116095 - | 2003 WD127             | 20 de novembre, 2003 | Socorro              | LINEAR        |
| 116096 - | 2003 WE127             | 20 de novembre, 2003 | Socorro              | LINEAR        |
| 116097 - | 2003 WH127             | 20 de novembre, 2003 | Socorro              | LINEAR        |
| 116098 - | 2003 WU127             | 20 de novembre, 2003 | Socorro              | LINEAR        |
| 116099 - | 2003 WY127             | 20 de novembre, 2003 | Socorro              | LINEAR        |
| 116100 - | 2003 WB128             | 20 de novembre, 2003 | Socorro              | LINEAR        |